# Marcin Tazbir
Marcin Tazbir (ur. 22 sierpnia 1988 w Piotrkowie Trybunalskim) – polski szachista, arcymistrz od 2013 roku.

## Kariera szachowa
Jest trzykrotnym mistrzem Polski juniorów w szachach klasycznych, tytuły zdobył w latach 1998 (Krynica Morska, w kategorii do lat 10), 2004 (Łeba, do lat 16) i 2006 (Łeba, do lat 18). Oprócz tego w 2006 r. zdobył srebrny, a w 2007 r. – brązowy medal w mistrzostwach kraju do lat 20 (oba turnieje odbyły się w Środzie Wielkopolskiej). Kilka razy reprezentował Polskę na mistrzostwach świata i Europy juniorów, najlepszy wynik osiągając w 2006 r. w Batumi, gdzie w grupie do lat 18 podzielił VI miejsce.
W roku 2017 w swoim rodzinnym mieście zdobył brązowy medal Indywidualnych Mistrzostw Polski w szachach błyskawicznych 
W rozgrywkach drużynowych trzykrotnie zdobył srebrny medal Drużynowych Mistrzostw Polski (w drużynie Polfy Grodzisk Mazowiecki w latach 2004-2005 oraz w roku 2019 z drużyną VOTUM Polonia Wrocław), a w roku 2020 z drużyną VOTUM Polonia Wrocław sięgnął po złoty medal Ekstraligi.  Ma na swoim koncie również złoty medal Drużynowych Mistrzostw Słowacji (z drużyną TJ Inbest Dunajov - w sezonie 2018/19) oraz dwa medale Ekstraligi czeskiej (z drużyną Tatran Litovel w sezonach 2010/11 oraz 2012/13).
W roku 2006 zajął we Wrocławiu III m. (za Rafałem Lubczyńskim oraz Piotrem Dobrowolskim, turniej WSB Masters) i wypełnił pierwszą normę na tytuł mistrza międzynarodowego. Następne dwie zdobył w 2007 r. w Teplicach (dz. II m. za Marcinem Dziubą, wspólnie z m.in. Mikulasem Manikiem i Radosławem Jedynakiem) i na ekstralidze w Ustroniu. W 2008 r. na Ekstralidze reprezentując barwy klubu PTSz Płock wypełnił pierwszą normę na tytuł arcymistrza. W 2012 r. zdobył drugą normę na tytuł arcymistrza w międzynarodowym turnieju w Cappelle-la-Grande, natomiast trzecią – podczas czeskiej ekstraligi 2012/13. Wraz z drużyną TJ Tatran Litovel w ww. sezonie po raz drugi zdobył brązowy medal drużynowych mistrzostw Czech (pierwszy raz w sezonie 2010/11).
Do innych międzynarodowych sukcesów Marcina Tazbira należą m.in.:
- I m. w Grodzisku Mazowieckim (2006, memoriał Mieczysława Najdforfa),
- dz. II m. w Koszalinie (2006, memoriał Józefa Kochana, za Aloyzasem Kveinysem, wspólnie z Arturem Jakubcem i Tomaszem Warakomskim),
- II m. w mistrzostwach Wrocławia (2007, za Jewgienijem Szarapowem),
- dz. I m. w Oviedo (2007, wspólnie z Yuri Gonzalezem Vidalem i Omarem Almeida Quintaną),
- dz. I m. w Ołomuńcu (2007).
- I m. w Karwinie (2008)
- dz. I m. w Opocznie (2008, wspólnie z Władimirem Małaniukiem; turniej szachów szybkich),
- II m. w Idstein (2009, za Erikiem Zude),
- dz. II m. w Karwinie (2009, za Miłko Popczewem, wspólnie z Krzysztofem Bulskim),
- dz. II m. w Koszalinie (2010, memoriał Józefa Kochana, za Artursem Neiksansem, wspólnie z Aleksandrem Hnydiukiem),
- dz. I m. w Karwinie (2010, wspólnie z Krzysztofem Bulskim i Petrem Habą),
- dz. II m. w Bukareszcie (2011, memoriał Victora Ciocâltei, za Gergelym Szabo, wspólnie z Wadymem Szyszkinem),
- dz. II m. w Polanicy-Zdroju (2011, memoriał Akiby Rubinsteina, za Aleksandrem Hnydiukiem, wspólnie z Marcinem Sieciechowiczem i Mateuszem Kołosowskim),
- III m. w Guimarães (2012, mistrzostwa świata studentów; zdobył również srebrny medal w klasyfikacji drużynowej),
- dz. III m. w Cappelle-la-Grande (za Li Chao i Wołodymyrem Oniszczukiem, wspólnie z Władysławem Niewiedniczym)[3].
- I miejsce w Mistrzostwach Europy niewidomych i słabowidzących (Lyon 2015)

Najwyższy ranking w dotychczasowej karierze osiągnął 1 czerwca 2013 r., z wynikiem 2561 punktów zajmował wówczas 16. miejsce wśród polskich szachistów.